# Windows NT 4.0
Windows NT 4.0 este o una dintre versiunile sistemului de operare Microsoft Windows, lansată pe 27 iulie 1996. Bazându-se pe o interfață similară cu Windows 95 au fost unite stabilitatea și precizia în Windows NT 4.0.